# 马天宇
马天宇（1986年7月12日—），回族，山东省武城县人，中国歌手及演员，2006年参加东方卫视《加油好男儿》获得全国总决赛第6名而出道，出道至今共发行3张唱片、2张EP唱片。北京电影学院2005级表演系毕业。

## 早年经历
马天宇出生于山东省德州市的武城县，5岁时的中秋之夜母亲自殺去世，从此他再没过过中秋节。父亲也因负债远走他乡，他和两个姐姐跟着年迈的爷爷奶奶生活。为了生计不到16岁的他就担负起养家糊口的重担北漂去打工。在酒吧当服务生时结识了一群“离这个圈子比较近的人”，他们告诉马天宇应该去当演员，考北京电影学院。尚没找到自己人生和职业方向的他接受了朋友这个建议。但因为他胆子极小，又最不喜欢考试的氛围。为了练胆子，在朋友陪伴下报名了《加油！好男儿》。 

## 進入演藝圈
- 2006年进入中国內地娛樂圈，参加东方卫视《加油好男兒》全国演艺比賽获得武汉赛区冠军、全国7强、全国网络人气冠军[4]，同年年底发行首本个人写真集《宇你在一起》[5]。

- 2007年，签约公司接受全方位培训，并首發唱片《宇光十色》[6]，其主打歌《該死的溫柔》唱紅中國，同年进入北京电影学院表演系（2009年已经顺利毕业）。
- 2008年，发行第二张唱片《飞》[7]，主打歌《依然在一起》《青衣》走红全国，并发行第二本个人写真集《依然在一起》[8]。
- 2009年，参与電影《異度公寓》、電視劇《黛玉傳》《怪俠一枝梅》等的拍摄。
- 2010年，发行第三张唱片《自言自宇》[9]，主打歌《月光晴朗》蝉联各大排行榜冠军。
- 2011年，远赴西藏、尼泊尔等地拍摄写真集，发行第三本个人写真集《印·马天宇·西区》[10]。
- 2012年，参与影视剧《少年神探狄仁杰》《轩辕剑之天之痕》等的拍摄。
- 2013年，发行第四张个人专辑《世界之外》[11]，主打歌《世界之外》备受媒体关注[12]。

## 影视作品

### 电视剧
| 首播年份 | 剧名                         | 角色                      | 备注                     |
| 2006年   | 《超级社区》                 | 小天                      |                          |
| 2008年   | 《你是我的梦》               | 马宇                      |                          |
| 2010年   | 《黛玉传》                   | 贾宝玉                    |                          |
| 2010年   | 《怪侠一枝梅》               | 贺小梅                    |                          |
| 2011年   | 《步步驚心》                 | 黃棣                      | 客串                     |
| 2012年   | 《宝贝妈妈宝贝女》           | 章汉哲                    |                          |
| 2012年   | 《轩辕剑之天之痕》           | 吕承志                    | 单元《女蜗石篇》         |
| 2013年   | 《唐朝浪漫英雄》             | 男飞鹰                    | 客串                     |
| 2013年   | 《辣妈俏爸》                 | 袁志大                    |                          |
| 2013年   | 《龙门镖局》                 | 磬冬                      | 客串                     |
| 2014年   | 《淑女之家》                 | 苏志文                    | 客串                     |
| 2014年   | 《少年神探狄仁杰》           | 王元芳                    |                          |
| 2014年   | 《古剑奇谭》                 | 方兰生/晋磊               |                          |
| 2014年   | 《骄阳似我》                 | 自己                      | 客串                     |
| 2014年   | 《浪漫满厨》                 | 米青                      |                          |
| 2015年   | 《抓紧时间爱》               | 文俊                      | 客串                     |
| 2015年   | 《四手妙弹》                 | 文少辉                    | 单元《生死谜局》         |
| 2015年   | 《功夫婆媳》                 | 黃樂宗                    | 客串                     |
| 2015年   | 《米粒向前冲》               | 孟岩                      |                          |
| 2016年   | 《缘来幸福》                 | 何慕                      |                          |
| 2016年   | 《最好的遇见》               | 向輝                      |                          |
| 2016年   | 《秀麗江山之長歌行》         | 严子陵                    | 客串                     |
| 2016年   | 《幻城》                     | 樱空释/雲飛/劍靈釋/罹天烬 |                          |
| 2016年   | 《美人私房菜之玉蝶传奇》     | 李马                      |                          |
| 2017年   | 《幻城凡世》                 | 樱空释/马天賜/霰雪        | 网剧                     |
| 2018年   | 《三國機密之潛龍在淵》       | 刘协/刘平                 |                          |
| 2018年   | 《凉生，我们可不可以不忧伤》 | 凉生/程天策               |                          |
| 2019年   | 《亲爱的婚姻》               | 黎小俊                    | 2015年拍攝               |
| 2019年   | 《流淌的美好时光》           | 齐铭                      |                          |
| 2019年   | 《我的莫格利男孩》           | 莫格利                    |                          |
| 2020年   | 《最美逆行者》               | 涂梓韒                    | 單元《了不起的兔子叔叔》 |
| 2020年   | 《石头开花》                 | 戴志强                    | 單元《怒放的山花》       |
| 2021年   | 《你好，安怡》               | 李遥                      |                          |
| 2023年   | 《尘缘》                     | 纪若尘                    | 网剧                     |
| 2024年   | 《喜卷常乐城》               | 上官古川                  | 网剧                     |
| 2025年   | 《锦月如歌》                 | 肖璟                      | 网剧                     |
| 待播     | 《三人行》                   | 荀未来（赵左右）          | 网剧                     |

### 綜藝節目
《放开我北鼻第一季》于2016年6月26日播出，于9月11日完结

### 电影
| 上映日期 | 電影名稱               | 角色     |
| 2005年   | 《满城尽带黄金甲》     | 药童     |
| 2007年   | 《夜玫瑰》             | 蓝和彦   |
| 2010年   | 《异度公寓》           | 孟一凡   |
| 2011年   | 《东成西就2011》       | 后台监督 |
| 2013年   | 《百万爱情宝贝》       | 叶蔥     |
| 2015年   | 《土豪520》            | 余海盐   |
| 2015年   | 《万万没想到：西游篇》 | 慕容白   |
| 2017年   | 《青春网事》           | 彭均甲   |
| 2017年   | 《建軍大業》           | 林彪     |
| 2018年   | 《英雄本色2018》       | 周超     |
| 2019年   | 《決勝時刻》           | 戰地記者 |
| 2021年   | 《1921》               | 李仙根   |
| 2022年   | 《平凡英雄》           | 宋辉     |
| 待上映   | 《爱情储蓄罐》         |          |

### 電影配音
| 上映年份 | 電影名稱   | 角色                    |
| 2015年   | 《小王子》 | 小狐狸 (中國大陸版配音) |

### MV
参与其他歌手的MV
- 胡海泉、周奇奇《還有一個他/她》
- 金莎《我介意》
- 沈凌《我的幸福我做主》

## 音乐作品

### 专辑/EP
| 专辑数量 | 专辑名称     | 专辑类型 | 发行公司 | 发行日期   | 专辑曲目 |
| -------- | ------------ | -------- | -------- | ---------- | --- |
| 第一张   | 《宇光十色》 | 专辑     | 星外星   | 2007-01-29 | 曲目 1. 该死的温柔【MV】 2. 不知不觉爱上你 3. 我想要 4. 只欠秋天【MV】 5. 搁浅 6. 一步一步 7. 追梦【MV】 8. 不会变 9. 单车之恋 10. 只要有你 |
| 第二张   | 《飞》       | 专辑     | 电童文化 | 2008-03-02 | 曲目 1. 青衣【MV】 2. 坚强【MV】 3. 飞【MV】 4. 依然在一起【MV】 5. 那些花儿 6. 天雨 7. 眨眼 8. 明月光 9. 冬天的故事 10. 婴儿 |
| 第三张   | 《自言自宇》 | EP       | 盛夏星空 | 2010-12-08 | 曲目 1. 月光晴朗【MV】 2. 爱不自己 3. 不爱才痛快 4. 烟火的光芒 5. 该死的温柔（新编版） |
| 第四张   | 《世界之外》 | 专辑     | 盛夏星空 | 2013-12-19 | 曲目 1. 世界之外【MV】 2. 亲爱的你在哪里【MV】 3. 宝贝Do You Want My Love（电视剧《宝贝妈妈宝贝女》主题曲）【MV】 4. 落花(电视剧《少年神探狄仁杰》主题曲)【MV】 5. 天使的选择 6. 念夏 7. 恋曲L.A. 8. 思念在右手的左边 9. 生如雪花 10. 真爱末年 |
| 第五张   | 《手花》     | EP       | 太合音樂 | 2016-09-06 | 曲目 1. 手花 2. 一人一旅途 3. 我也曾經像你一樣 4. 黑名單 |

### 单曲
未收录在其专辑里的单曲
| 發佈日期   | 歌曲名稱                     | 所屬專輯、备注                     |
| 2006年12月 | 《只欠秋天》                 | 由馬天宇親自作詞                   |
| 2007年7月  | 《快乐童话》                 |                                    |
| 2007年8月  | 《We are ready》             | 北京奥运会倒计时一周年歌曲         |
| 2008年5月  | 《给你我的力量》             | 赈灾公益歌曲                       |
| 2008年6月  | 《相信爱》                   | 赈灾公益歌曲                       |
| 2008年7月  | 《想到和做到的》             | 北京卫视动画片《小龙大功夫》主题曲 |
| 2008年8月  | 《世界的梦想》               | 奥运歌曲                           |
| 2009年1月  | 《夜上海》                   |                                    |
| 2011年9月  | 《拯救世界》                 |                                    |
| 2014年9月  | 《蘭鈴曲》                   | 古劍奇譚同人歌                     |
| 2014年11月 | 《納西索斯》                 | 微博發行單曲                       |
| 2015年6月  | 《讓時光在微風中倒流 》      | 电视真人秀《花樣姐姐》主題曲       |
| 2016年9月  | 《愛如櫻》                   | 幻城樱空释角色歌                   |
| 2018年9月  | 《生生不息 The Everlasting》 | 涼生，我們可不可以不憂傷-片尾曲    |
| 2019年12月 | 《讓我們蕩起雙槳》           |                                    |

## 其他作品

### 写真/书籍
| 年份          | 书名                                       |
| 2006年10月6日 | 图文写真集《宇你在一起》 上海画报出版社    |
| 2008年5月6日  | 素颜写真集《依然在一起》 上海接力出版社    |
| 2011年3月18日 | 西藏旅行记《印·马天宇·西区》江苏文艺出版社 |
| 2014年10月1日 | 图文随笔集《转机》译林出版社               |
| 2016年 9月1日 | 自傳《我本浪人》北京联合出版公司           |
| 2018年11月1日 | 《觀心》中國友誼出版公司                   |

### 广告代言
| 年份       | 品牌                                   |
| 2007年5月  | 网络游戏“《天骄II活力免费版》”推广大使 |
| 2007年6月  | 食品“喔喔”奶糖品牌代言人               |
| 2008年5月  | 任《974音乐周刊》形象大使              |
| 2008年8月  | 代言“FEEL 100% 柏仙多格”休闲服         |
| 2008年9月  | 代言“竞克”运动鞋                       |
| 2010年5月  | 满足网男装服饰代言人                   |
| 2011年9月  | 代言封神网络游戏                       |
| 2012年5月  | 代言诺曼姿精油护肤品                   |
| 2015年9月  | 代言辣大叔洋芋片                       |
| 2016年7月  | 代言幻城手游                           |
| 2016年10月 | 代言OLAY眼霜                           |

### 登台演出
| 年份           | 内容                                                                       |
| 2007年9月25日  | 首次登上CCTV中秋晚会，演唱歌曲《该死的温柔》                               |
| 2008年9月14日  | 登上CCTV中秋晚会舞台，与许慧欣合唱《潜海姑娘》                             |
| 2009年10月3日  | 登上CCTV中秋晚会舞台，演唱歌曲《我一见你就笑》                             |
| 2010年2月16日  | 参加CCTV3《百花迎春中国文学艺术界2010春节大联欢》，演唱歌曲《弯弯的月亮》  |
| 2011年2月7日   | 参加中央卫视《2011年文学艺术界新年联欢》，演唱《甜蜜蜜》                   |
| 2014年12月31日 | 参与东方卫视跨年演唱会，演唱《该死的温柔》                                 |
| 2016年2月7日   | 首次登上央视春晚，与郭冬临、关晓彤、刘亚津等人合作出演小品《是谁呢》       |
| 2017年1月27日  | 第二次登上央视春晚，在桂林分会场与关晓彤、王嘉共同演唱歌曲《带上月光上路》 |
| 2017年2月7日   | 播出春晚桂林分会场特别节目，独唱歌曲《但愿人长久》                         |
| 2017年12月31日 | 东方卫视跨年会，与王凯、王大陆演唱《当年情》，演唱《我只在乎你》《手花》   |

### 获奖經歷
音樂獲獎
▪ 2007    ---    新浪网络盛典颁奖音乐类年度新人     （提名）  
 
▪ 2007    第十一届    七彩金曲排行榜年度十大金曲     该死的温柔    （获奖）
 
▪ 2007    第十一届    七彩金曲排行榜内地最受欢迎男歌手     （获奖） 
 
▪ 2007    第六届    中国金唱片奖新人奖     （提名）    
 
▪ 2007    ---    百度娱乐沸点十大金曲     该死的温柔    （获奖）
 
▪ 2007    第11届    腾讯网星光大典内地年度最受欢迎男歌手奖    （获奖） 
 
▪ 2007    ---    中国原创音乐总评榜新人唱片最佳销量奖     宇光十色    （获奖）
 
▪ 2007    ---    百度娱乐沸点最热门MV     该死的温柔    （获奖）   
 
▪ 2007    第五届    东南劲爆音乐榜劲爆十大金曲    该死的温柔    （获奖）   
 
▪ 2007    第五届    东南劲爆音乐榜内地劲爆最受欢迎男歌手奖     （获奖）
 
▪ 2007    ---    中国原创歌曲总评榜最具潜质新人奖     （获奖）   
 
▪ 2007    ---    中央人民广播电台音乐之声MusicRadio中国TOP排行榜中获得内地点播冠军曲     该死的温柔    （获奖）   
 
▪ 2007    ---    度9+2音乐先锋榜内地十大先锋金曲    该死的温柔    （获奖）   
 
▪ 2007    ---    9+2音乐先锋榜“度内地先锋新人    （获奖）   
 
▪ 2007    ---    新浪网络盛典颁奖年度人气播客奖    （获奖）  
 
▪ 2008    第十二届    七彩颁奖典礼最佳音乐录影带    青衣    （获奖）
 
▪ 2008    第十二届    七彩颁奖典礼十大金曲奖    依然在一起    （获奖）
 
▪ 2008    第十二届    七彩颁奖典礼内地最佳男歌手    飞    （获奖）  
 
▪ 2008    ---    中国TOP排行榜内地点播冠军     青衣    （获奖）   
 
▪ 2009    蒙牛酸酸乳MusicRadio中国TOP排行榜内地年度金曲    青衣    （获奖）    
 
▪ 2009    蒙牛酸酸乳MusicRadio中国TOP排行榜推荐唱片    飞    （获奖）    
 
▪ 2009    2008百度娱乐沸点年度最热门十佳金曲奖第四名     依然在一起    （获奖）  
 
▪ 2016    酷我首位白金唱片艺人    （获奖）   
 
▪ 2016    酷狗最受欢迎数字专辑奖    手花    （获奖） 
影视奖项  
▪ 2011    优酷影视指数开年盛典最具突破男演员奖     怪侠一枝梅    （获奖）
 
▪ 2013    第四届    乐视盛典年度电影最具潜力男演员    百万爱情宝贝    （获奖）
 
▪ 2017    微博之夜年度突破演员奖    （获奖）     
综合奖项  
▪ 2007    第一届    时尚风云榜年度十大时尚偶像奖    （获奖）
 
▪ 2014    第二届    青春的选择年度盛典年度全能艺人    （获奖）
 
▪ 2014    第十一届    年度先生盛典年度风尚男艺人    （获奖）  
 
▪ 2015    第十二届    年度先生盛典年度杰出内地艺人    （获奖）    
 
▪ 2016    明星感恩季    百度娱乐年度人物    （获奖）